# Huelgas de hambre de Tiananmen
La primera de las dos huelgas de hambre estudiantiles durante las protestas de la plaza de Tiananmén de 1989 comenzó el 13 de mayo de 1989 en Beijing. Los estudiantes dijeron que estaban dispuestos a arriesgar sus vidas para llamar la atención del gobierno. Creían que debido a que había planes para la gran bienvenida de Mijaíl Gorbachov, el Secretario General del Partido Comunista de la Unión Soviética, el 15 de mayo, en la Plaza de Tiananmén, el gobierno respondería. Aunque los estudiantes obtuvieron una sesión de diálogo con el gobierno el 14 de mayo, no se materializaron recompensas. El Partido Comunista Chino (PCCh) no prestó atención a las demandas de los estudiantes y trasladó la ceremonia de bienvenida al aeropuerto.
El 15 de mayo, los estudiantes crearon oficialmente el Comité de Huelga de Hambre para organizar operaciones dentro de la plaza. Para el 16 de mayo, había 3100 huelguistas de hambre. Las ambulancias y la ayuda médica estaban disponibles para los estudiantes desmayados en la plaza. Con los medios locales y extranjeros autorizados a informar sobre las protestas estudiantiles, las imágenes de los estudiantes cantando y desmayándose por las actividades de huelga de hambre crearon imágenes sorprendentes para el mundo. Las imágenes de estudiantes dispuestos a renunciar a sus vidas por su país fueron capturadas por los medios de comunicación y transmitidas en todo el mundo, lo que llevó a la simpatía mundial por la causa de los estudiantes. El apoyo de toda la ciudad a los estudiantes llevó a protestas masivas entre el 16 y el 18 de mayo, que involucraron a personas de todos los ámbitos de la vida, incluidos trabajadores, jóvenes, ancianos y muchos otros. Más de un millón de personas participaron en las protestas en toda la ciudad en apoyo de los estudiantes. La huelga de hambre terminó el 19 de mayo antes de la declaración de la ley marcial.

## Orígenes y formación
La idea de una huelga de hambre surgió temprano en el movimiento y vino de numerosas personas diferentes. Según la líder estudiantil Chai Ling, escuchó por primera vez la idea en una de sus clases con Zhang Boli, un escritor visitante en la Universidad de Pekín. Zhang dijo que se inspiró en Gandhi. Además, dos hombres de la fuerza de seguridad nacional le contaron una historia el 27 de abril sobre un solo huelguista de hambre, que fue fácilmente ahuyentado el 19 de abril. Algunos líderes estudiantiles se enteraron de la idea el 23 de abril por estudiantes de Hong Kong, quienes propusieron una huelga de hambre. Los líderes estudiantiles como Wu'er Kaixi creían que era una buena idea, pero estudiantes como Li Jinjin, un estudiante de maestría de la Federación Autónoma de Estudiantes de Beijing de la Universidad de Pekín, creían que la huelga haría retroceder el movimiento.
Después de las protestas del Cuatro de Mayo de 1989, las protestas perdieron impulso y los estudiantes comenzaron a regresar a clase. Los líderes estudiantiles buscaban un nuevo plan para atraer la atención del gobierno para el diálogo. Existen dos historias diferentes sobre cómo se inició la huelga de hambre. El primero fue en el almuerzo entre Wang Dan, Wu'erkaixi, Ma Shaofang, Cheng Zhen y otros dos el 11 de mayo. Según Wu'er Kaixi, él es quien planteó la idea, en la comida. Entre ellos, solo Ma Shaofang y Cheng Zhen habían leído la biografía de Gandhi. Chai Ling tiene una historia diferente: vio un debate en la Universidad de Pekín sobre si organizar una huelga de hambre.
Para obtener la participación de los estudiantes en las huelgas de hambre, los líderes estudiantiles como Wang Dan fueron pidiendo a las personas que se inscribieran. Así es como Chai Ling se unió. Los líderes estudiantiles, que querían ser parte de la huelga, solo podían hacerlo de forma independiente porque la Federación Autónoma de Estudiantes de Beijing no apoyaba la huelga de hambre. Para la noche antes de que comenzara la huelga, 40 personas se habían inscrito. Chai Ling pronunció un emotivo discurso en la Universidad de Pekín para pedir participación. Este discurso se convirtió en la base de la «Declaración de una huelga de hambre», que contenía el «Manifiesto de huelga de hambre». Cuando los estudiantes entraron a la plaza para comenzar la huelga, había 800 personas participando.

## Objetivos
La huelga de hambre estaba destinada a forzar el diálogo con el gobierno al ocupar la plaza antes de la llegada de Gorbachov el 15 de mayo. Los objetivos oficiales de los estudiantes se describen en el «Manifiesto de la huelga de hambre», que se distribuyó por todo Beijing utilizando cintas de casete y folletos. A continuación se muestra el «Manifiesto de la huelga de hambre»:
Estamos haciendo esto:
- para protestar por la indiferencia del gobierno ante las manifestaciones estudiantiles
- para protestar por el fracaso del gobierno para entablar un diálogo con los estudiantes
- para protestar por la caracterización injusta del movimiento democrático estudiantil por parte del gobierno como «agitación» y la mayor distorsión del mismo en la cobertura periodística.

Solicitamos:
- Un diálogo de fondo inmediato y equitativo entre el gobierno y los estudiantes
- Un reconocimiento por parte del gobierno de la legitimidad del movimiento democrático estudiantil.

Hora de la huelga de hambre: Comienza a las 2:00 P.M., 13 de mayo de 1989.
Lugar de la huelga de hambre: Plaza de Tiananmén.

— Folletos estudiantiles, Hunger Strike Manifesto.

## Ascenso de líderes estudiantiles
La formación del Comité de Huelga de Hambre ocurrió el 15 de mayo. El comité fue dirigido por Chai Ling. Su participación la convirtió en una figura prominente para el resto del movimiento. Otros líderes estudiantiles, incluidos Li Lu y Pu Zhiqiang, también saltaron a la fama debido a su participación. El enfoque de los medios de comunicación en la huelga de hambre vio el aumento de la popularidad y la fama entre los líderes estudiantiles.

## Importancia
La huelga de hambre contribuyó a que las protestas masivas fueran notables por los medios de comunicación mundiales. Además, despertó simpatía por la causa de los estudiantes.

### Atención de los medios
Louisa Lim afirma que la representación mediática de «la juventud del país sacrificándose por su futuro sacudió a muchos que hasta entonces no habían estado involucrados». La huelga de hambre obtuvo cobertura mundial. Los medios extranjeros vinieron a cubrir la Cumbre Sino-Soviética. Sin embargo, su atención se desvió a la huelga de hambre, ya que la sentada masiva en la plaza estaba interrumpiendo la cumbre. Imágenes de estudiantes desmayados y consignas estudiantiles que decían que estaban dispuestos a morir a cambio de democracia llenaron los periódicos y las pantallas de televisión. Además, se permitió a la prensa local informar positivamente sobre los acontecimientos. Por lo tanto, existía simpatía local y mundial por los huelguistas de hambre, lo que llamó la atención sobre las protestas masivas.

### Participación en toda la ciudad
Las protestas en toda la ciudad que involucraron a campesinos, trabajadores, ancianos e individuos de todos los ámbitos de la vida comenzaron el 16 de mayo y continuaron hasta el 18. Estaban desanimados por la falta de respuesta del gobierno hacia los estudiantes. En su apogeo, 1 millón de personas estaban en las calles protestando en apoyo de los estudiantes. Los trabajadores también crearon oficialmente el Sindicato Autónomo de Trabajadores de Beijing el 18 de mayo para crear un grupo oficial que apoyara la protesta de los estudiantes. La Cruz Roja de Beijing y los hospitales locales tenían permiso del gobierno para garantizar que ningún estudiante muriera. A partir del 15 de mayo, las sirenas de las ambulancias se podían escuchar en cualquier momento. Las personas también se ofrecieron como voluntarios y participaron en una variedad de roles diferentes, tales como: garantizar que la ayuda a los huelguistas de hambre pudiera darse de inmediato o proteger a los huelguistas de hambre. En un momento de la huelga de hambre, más de 1000 personas fueron hospitalizadas.

### Conversaciones con el gobierno
Los estudiantes tuvieron dos sesiones oficiales de diálogo con el gobierno: la primera el 14 de mayo con Yan Mingfu, jefe del Departamento de Trabajo del Frente Unido del PCCh, y Li Tieying, miembro del Politburó del PCCh a cargo de la educación, y una segunda el 18 de mayo con Li Peng, el primer ministro de China. Además, hubo visitas «no oficiales» a los estudiantes por parte de Yan Mingfu, quien hizo un llamamiento a los estudiantes el 16 de mayo, y de Zhao Ziyang, Secretario General del Partido Comunista Chino, quien suplicó poner fin a la huelga, el 19 de mayo. Fue la última aparición pública de Zhao como Secretario General.

## Controversias
Algunos estudiantes fueron acusados de comer durante las huelgas de hambre. Por ejemplo, Wu'erkaixi, uno de los líderes estudiantiles, fue visto comiendo fideos.

## Otras huelgas de hambre en China
La segunda huelga de hambre que comenzó el 2 de junio fue dirigida por intelectuales y se inspiró en esta. Esta misma táctica también fue utilizada por los líderes estudiantiles durante las protestas en Hong Kong de 2014, el siguiente movimiento de masas en suelo chino.